# Hidróxido de hierro(II)

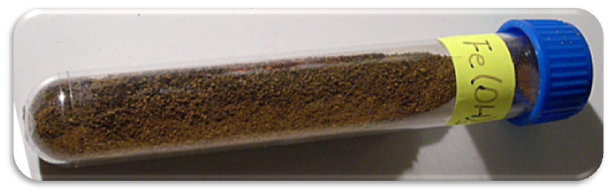

El hidróxido de hierro(II) o hidróxido ferroso es un coloide gelatinoso de difícil filtración que se puede considerar un óxido hidratado, compuesto de coordinación. Por calentamiento, evoluciona a óxido perdiendo moléculas de agua (envejecimiento del precipitado).
El hidróxido de hierro(III), que precipita a pH relativamente ácidos, es de color pardo rojizo, mientras que el este es de color blanquecino y precisa mayor alcalinización, por encima de 7.
Los hidróxidos de hierro son subproductos frecuentes en la metalurgia de este metal y sus productos derivados, y en la depuración de sus aguas de proceso.
La fórmula química del hidróxido de hierro(II) es Fe(OH)2.
La fórmula química del hidróxido de hierro(III) es Fe(OH)3.